# سینیا شکولنکوویچ
سینیا شکولنکوویچ (انگلیسی: Siniša Školneković؛ زادهٔ ۱۸ ژانویهٔ ۱۹۶۸) سیاستمدار، و بازیکن واترپلو اهل کرواسی است.